# Boris Kreuter

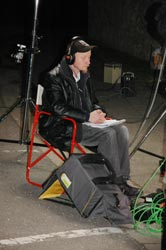
Regisseur u. Produzent Boris Kreuter

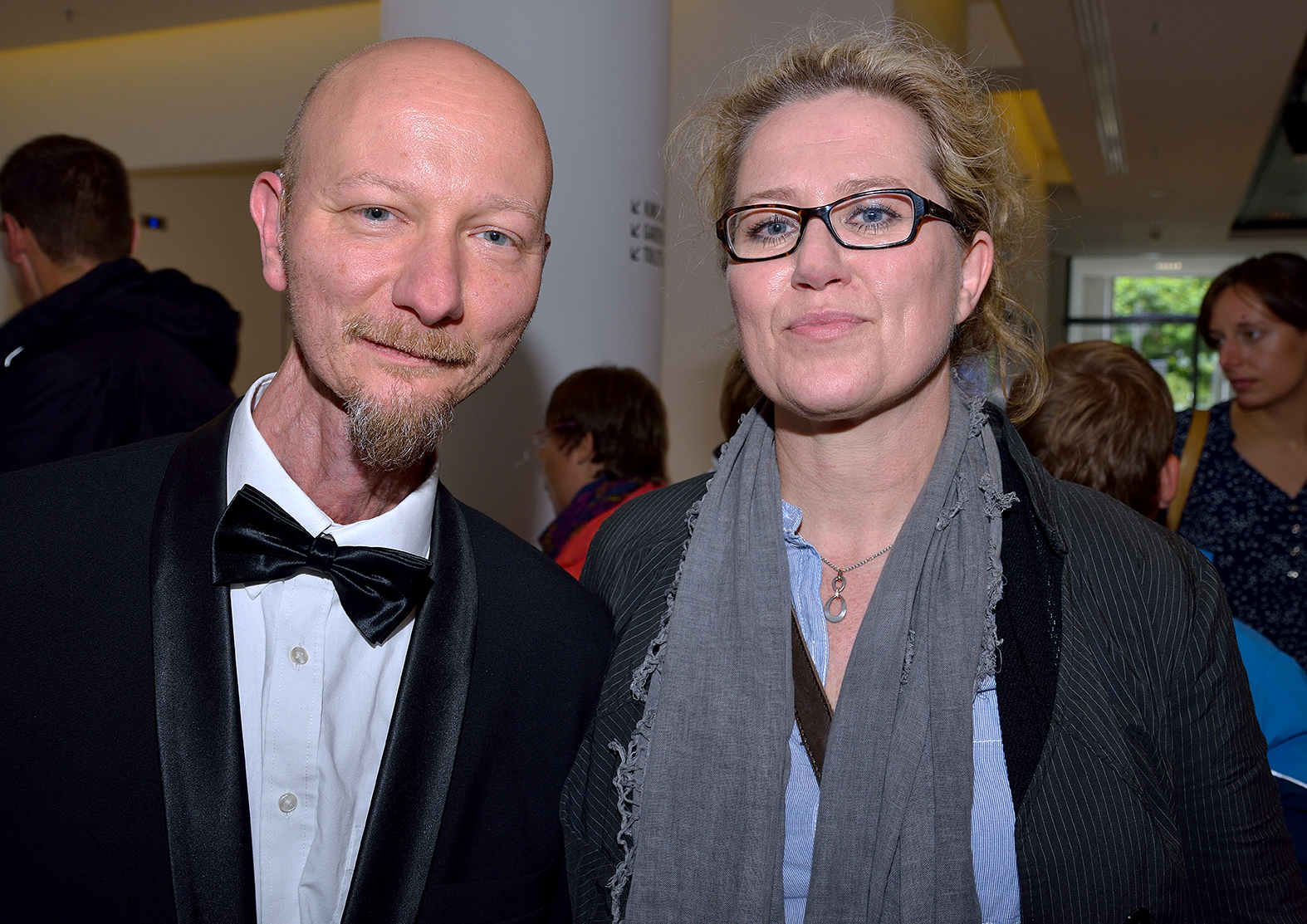
Boris Kreuter und Simone Jung bei der Filmpremiere von Drei Wünsche von Handloh 2016 im Frankfurter Filmmuseum.

Boris Kreuter (* 19. Dezember 1970 in Braunschweig) ist ein deutscher Regisseur, Produzent und Autor, der sich seit 2005 hauptsächlich auf den Bereich Dokumentarfilm und Zeichentrickfilm konzentriert. Sein besonderes Verdienst ist die Film- und Öffentlichkeitsarbeit für Nachwuchs- und Debütfilme in Deutschland. Seine Langzeitbeobachtungen über Nachwuchsfilme wurden vom Kuratorium junger deutscher Film, Das kleine Fernsehspiel und Debüt im Dritten inhaltlich unterstützt.

## Biografie
Boris Kreuter drehte seine ersten Filme mit 10 Jahren auf Super 8. Seit 1986 drehte er mit einer Bolex-Kamera auf 16 mm Filmmaterial. Nach seinem Abitur 1990 absolvierte er ein Volontariat im Bereich Redaktion und Kamera. Von 1992 bis 1995 studierte er Neuere Deutsche Literatur, Kinder- und Jugendliteratur sowie Mediensoziologie an der Johann Wolfgang Goethe-Universität Frankfurt am Main und wirkte für die Grüne Hochschulgruppe im Studierendenparlament (StuPa) als Parlamentarier. Er war Gründer und drei Jahre Chefredakteur von UTV (Unabhängiges Universitätsfernsehen), dem ersten regelmäßigen Fernsehen über eine Universität in Deutschland.
1995 gründete Kreuter die Produktionsfirma Kreuterfilm, mit der er bis 1999 über vierzig Kurzberichte, Musikvideos und Kurzfilme produzierte. Seit 1999 arbeitet Boris Kreuter als Kinderfilmproduzent. Der Schwerpunkt seiner Arbeit lag bei Zeichentrick- und Animationsfilmen. Unter seiner Mitarbeit als Produzent und Redakteur entstehen Kinderfilme für den Ki.Ka und die Sendung Unser Sandmännchen. Boris Kreuter war 2000–2001 Produzent und Leiter der Filmproduktionsabteilung der Baumhaus Medien AG (Baumhaus Verlag). Hier wirkte er an Lauras Stern, Lena und Paul, Tobi – Das kleine grüne Ungeheuer (Nominierung für den Goldenen Spatz in Gera) und an dem deutschsprachigen DVD-Vertrieb von Charlie Brown und seine Freunde (Die Peanuts) mit.
Seit 2005 ist er Produzent und Regisseur von Dokumentarfilmen. Der Schwerpunkt seiner Arbeit liegt im Bereich Nachwuchs- und Debütfilm. Boris Kreuter drehte von 2005 bis 2008 den ersten Kurzfilm und den ersten langen Dokumentarfilm über Nachwuchsfilme in Deutschland. Darüber hinaus erschien von ihm ein Buch über Nachwuchsfilme.
Sein Dokumentarfilmprojekt Spiel, Zirkuskind, spiel über den Auschwitz- und Holocaust-Überlebenden Sioma Zubicky erhielt 2007 eine Förderung der DEFA-Stiftung. Unter dem Titel To Watch Me If You Can erschien im gleichen Jahr der erste Comic-Krimi Deutschlands als Kurzfilm. Darüber hinaus betrieb er seit 2007 im Internet ein Informationsportal über Nachwuchsfilme mit dem Titel Dein-Nachwuchsfilm. Er gründete im Jahr 2012 das erste Stadtparlamentfernsehen mit der Beteiligung von Jugendlichen in Deutschland. 2013 veröffentlichte er den Kinderspielfilm William und das Petermännchen über das Petermännchen.

## Filmverleih
Boris Kreuter ist Initiator eines Filmverleihs für professionelle Nachwuchsfilme. Er gründete 2008 Cineblob als Internetvertrieb für Nachwuchsfilme. Ab 2010 ist er Geschäftsführer des Filmvertriebs Trickfilmkinder. Schwerpunkt des Unternehmens ist die Produktion und der Vertrieb von Kinderspielfilmen und Kinderdokumentarfilmen.

## Filmografie (Auswahl)
Als Regisseur und Autor
- 1996: Die Fünfziger
- 1996: Als letztes stirbt die Hoffnung
- 1997: Max Palü schreibt Kinderkrimis
- 1997: Das Flugauto
- 1998: Karacho on Tour: Scream-Factory

Als Regisseur und ausführender Produzent
- 1997: Kein Zuhaus

Als Regisseur, Autor und Produzent
- 2007: To Watch Me If You Can
- 2005 bis 2008: Wo bitte geht’s zum Film? – Nachwuchsfilme in Deutschland (auch Nebendarsteller)
- 2008: Dein Nachwuchsfilm – Hier geht’s zum Film und Fernsehen
- 2013: Der Petermännchenfilm
- 2013: William und das Petermännchen

Für Baumhaus Medien AG
- 2000: Tobi – Das kleine Ungeheuer
- 2001: Lauras Stern
- 2001: Lena und Paul

## Hörbuch
1997: Eva Demski: Das Meer hört zu mit tausend Ohren. (Hörbuchregisseur)